# Sayed Tewfik el-Sayed
Sayed Tewfik el-Sayed (in arabo سيد توفيق السيد‎?; 30 agosto 1942) è un ex cestista egiziano.

## Carriera
Con l'Egitto ha disputato i Giochi olimpici di Monaco 1972.